# Krijal
Koordinati:   44°20′14″N, 14°35′39″E
Krijal je majhen kraj na otoku Premuda. Ima nekaj deset hiš, cerkev in trajektno luko, kjer pristaja trajekt iz Zadra.
Pristanišče v Krijalu ima dva dela. V starejšem, manjšem pristanišča, ki je obdano z dvema polkrožnima valobranoma se lahko privežejo plovila dolga do 8 m. Globina morja je 1,5 do 2,5 metra. Širina vstopa v pristanišče med valobranoma je 15 m. Na dnu  leži veriga za katero lahko zapne sidro. Severno od tega pristanišča je zgrajen nov pomol ob katerem pristaja trajekt. Na tem pomolu stoji svetilnik, ki oddaja svetlobni signal: B Bl 3s. Nazivni domet svetilnika je 4 milje